# Trapania
Trepania es un género de molusco opistobranquio de la familia Goniodorididae.
El género Trapania se distingue de otros nudibranquios de su familia por la posesión de dos pares de papilas laterales, que surgen del remanente del margen paleal y de la curva hacia atrás paralelo al eje principal del cuerpo. Un par surge justo a los lados de los rinóforos, y el otro a los lados de la agrupación de branquias. Cuentan con un par de prominentes tentáculos orales en la parte delantera de la cabeza.

## Especies
El Registro Mundial de Especies Marinas reconoce como válidas las siguientes especies en el género:
| - Trapania africana Edmunds, 2009 - Trapania armilla Gosliner & Fahey, 2008 - Trapania aurata Rudman, 1987 - Trapania aureopunctata Rudman, 1987 - Trapania bajamarensis Moro & Ortea, 2015 - Trapania benni Rudman, 1987 - Trapania bonellenae Valdés, 2009 - Trapania brunnea Rudman, 1987 - Trapania caerulea Gosliner & Fahey, 2008 - Trapania canaria Ortea & Moro, 2009 - Trapania circinata Gosliner & Fahey, 2008 - Trapania cirrita Gosliner & Fahey, 2008 - Trapania dalva Ev. Marcus, 1972 - Trapania darvelli Rudman, 1987 - Trapania darwini Gosliner & Fahey, 2008 - Trapania euryeia Gosliner & Fahey, 2008 - Trapania fusca (Lafont, 1874) - Trapania gibbera Gosliner & Fahey, 2008 - Trapania goddardi Hermosillo & Valdés, 2004 - Trapania goslineri Millen & Bertsch, 2000 - Trapania graeffei (Bergh, 1880) - Trapania hispalensis Cervera & Garcia-Gomez, 1989 - Trapania inbiotica Camacho-Garcia & Ortea, 2000 | - Trapania japonica (Baba, 1935) - Trapania lineata Haefelfinger, 1960 - Trapania luquei Ortea, 1989 - Trapania maculata Haefelfinger, 1960 - Trapania maringa Er. Marcus, 1957 - Trapania melaina Gosliner & Fahey, 2008 - Trapania miltabrancha Gosliner & Fahey, 2008 - Trapania naeva Gosliner & Fahey, 2008 - Trapania nebula Gosliner & Fahey, 2008 - Trapania norakhalafae Khalaf, 2017 - Trapania orteai Garcia-Gomez & Cervera in Cervera & Garcia-Gomez, 1989 - Trapania pallida Kress, 1968 - Trapania palmula Gosliner & Fahey, 2008 - Trapania reticulata Rudman, 1987 - Trapania rudmani M. C. Miller, 1981 - Trapania safracornia Fahey, 2004 - Trapania sanctipetrensis Cervera, Garcia-Gomez & Megina, 2000 - Trapania scurra Gosliner & Fahey, 2008 - Trapania squama Gosliner & Fahey, 2008 - Trapania tartanella (Ihering, 1886) - Trapania toddi Rudman, 1987 - Trapania tora Gosliner & Fahey, 2008 - Trapania velox (Cockerell, 1901) - Trapania vitta Gosliner & Fahey, 2008 |

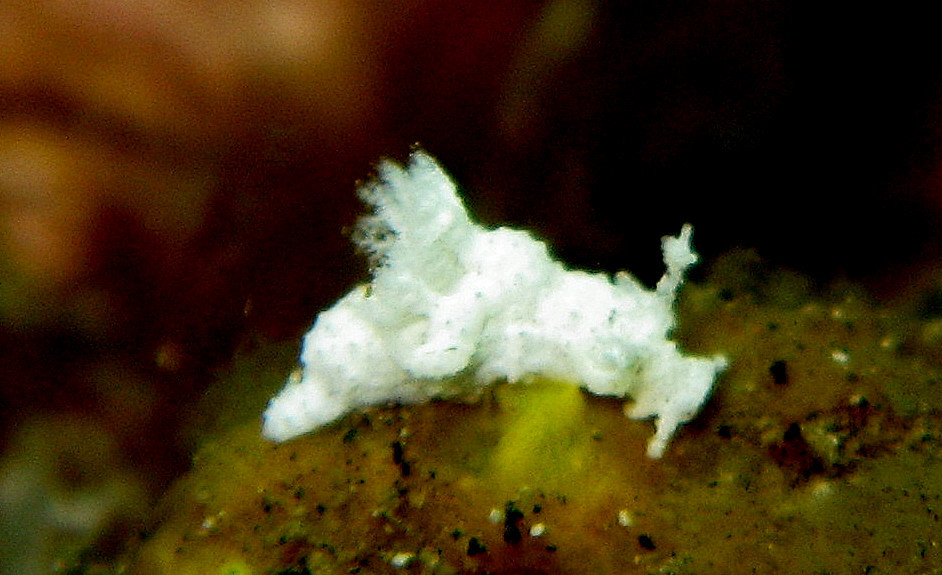
Trapania armilla
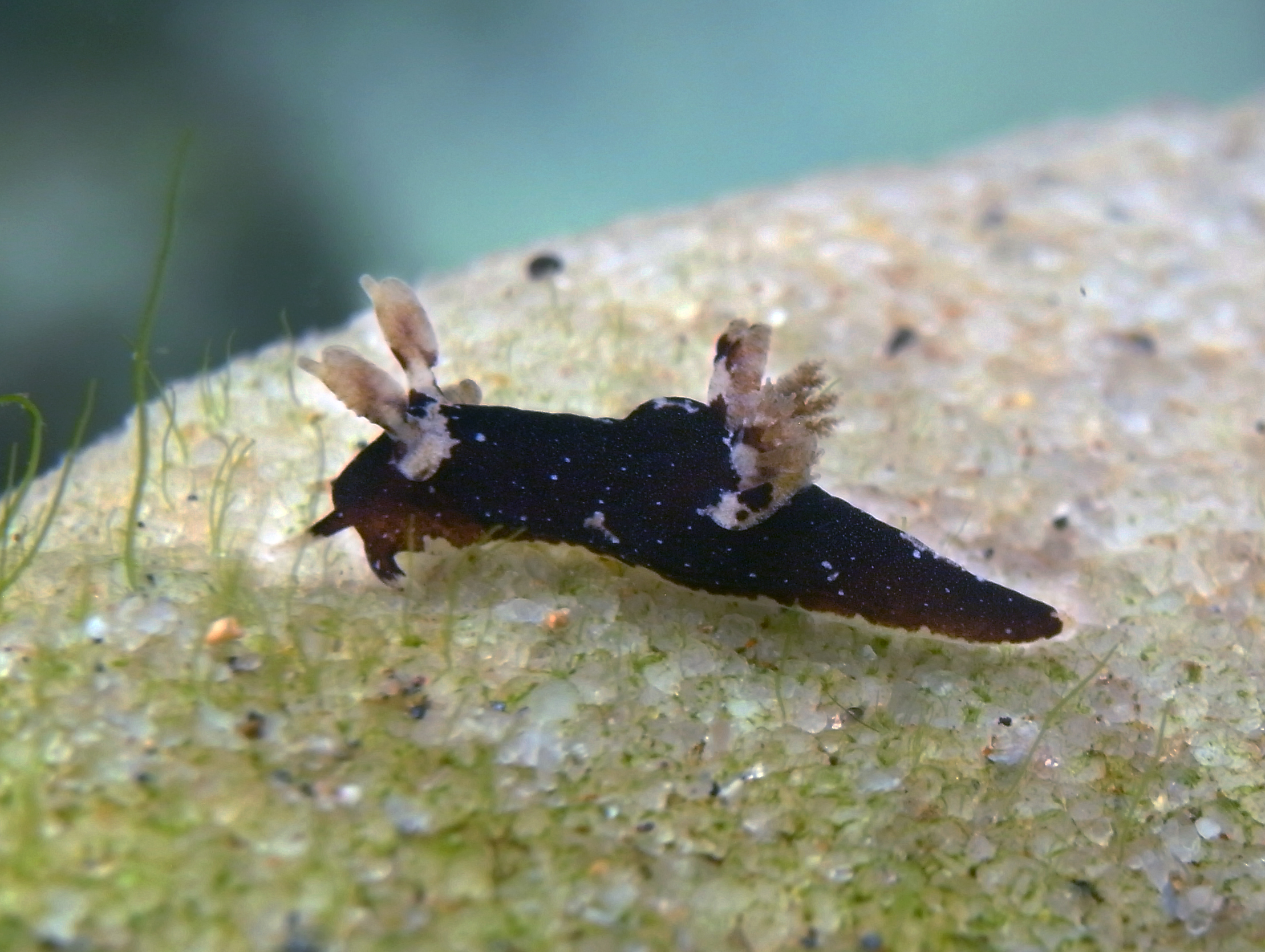
Trapania brunnea
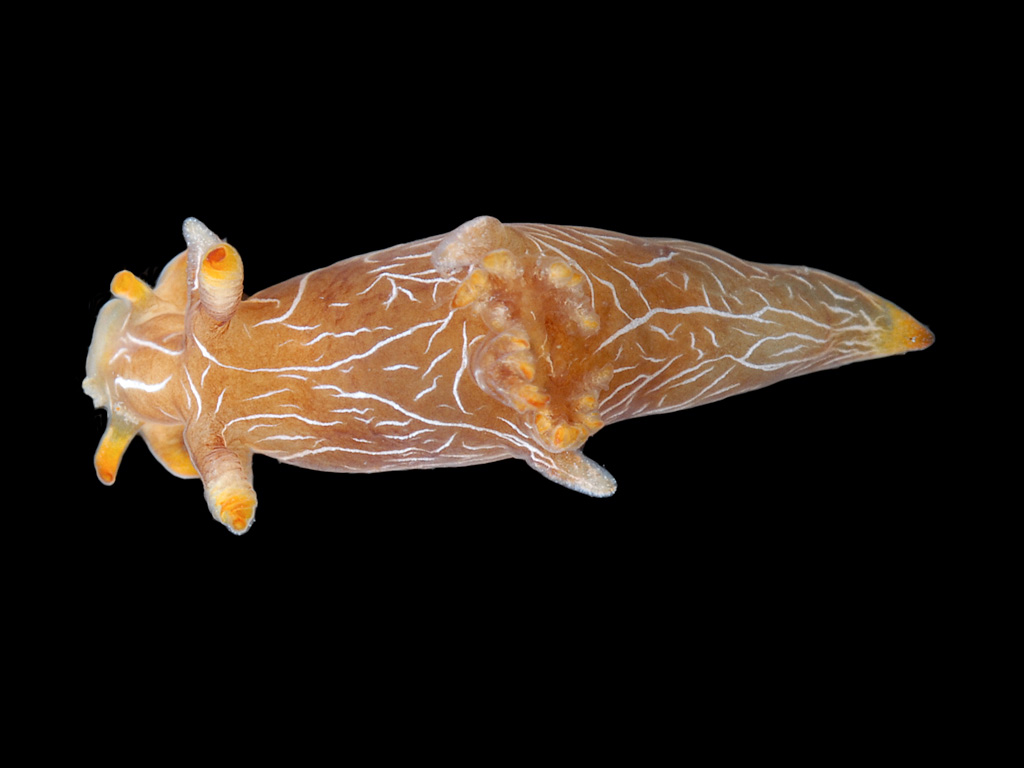
Trapania cirrita
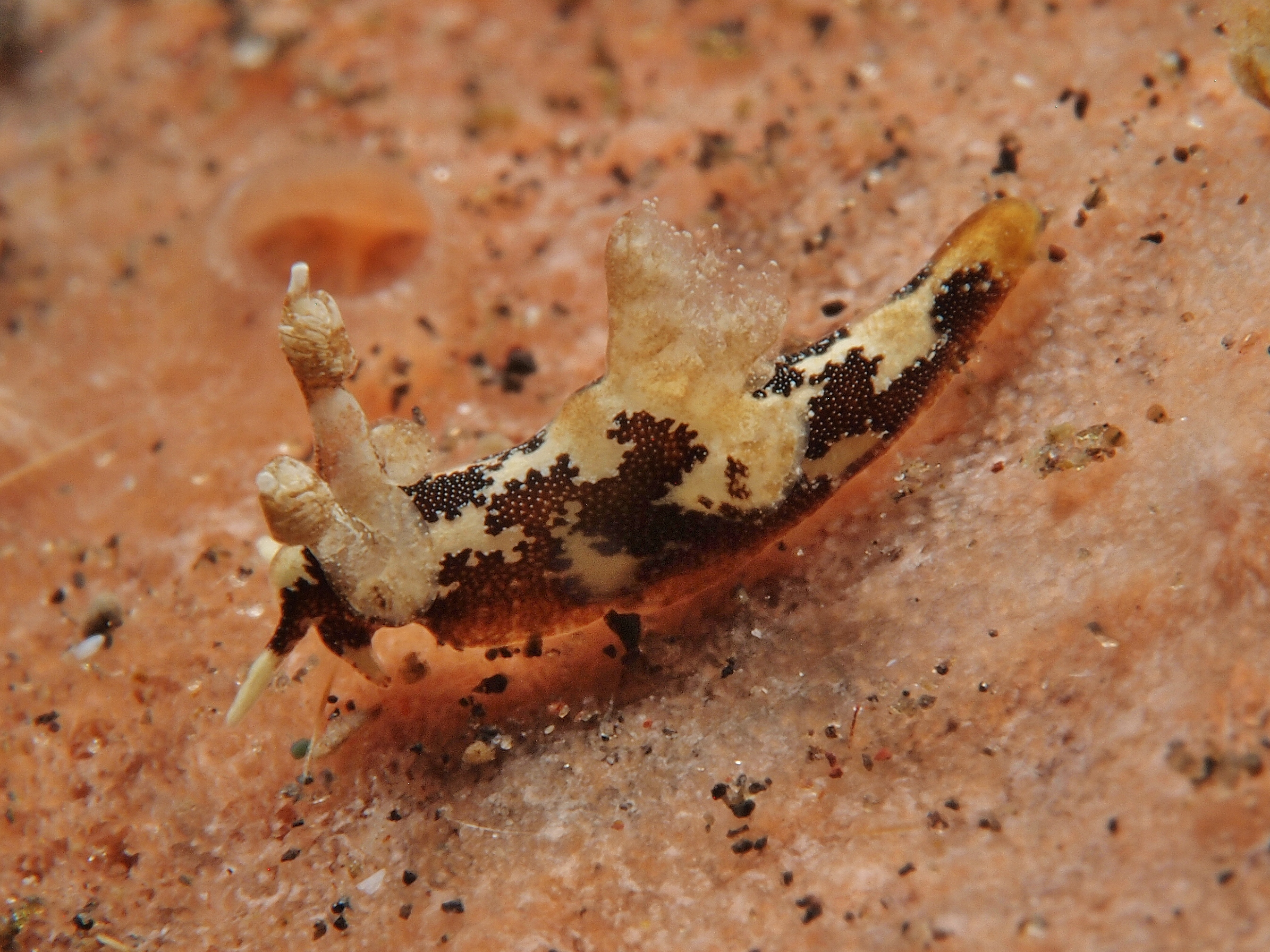
Trapania dalva
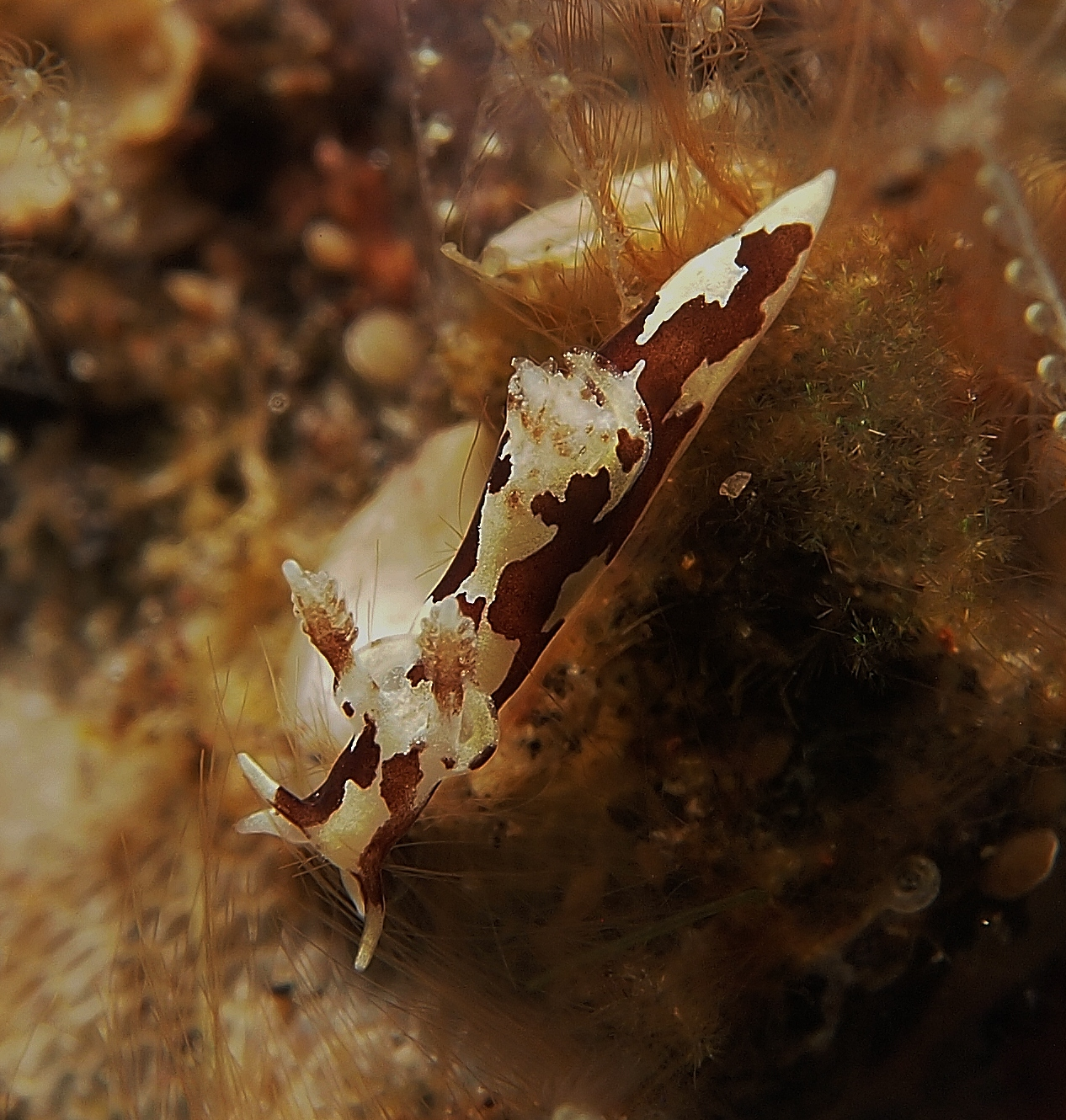
Trapania euryeia
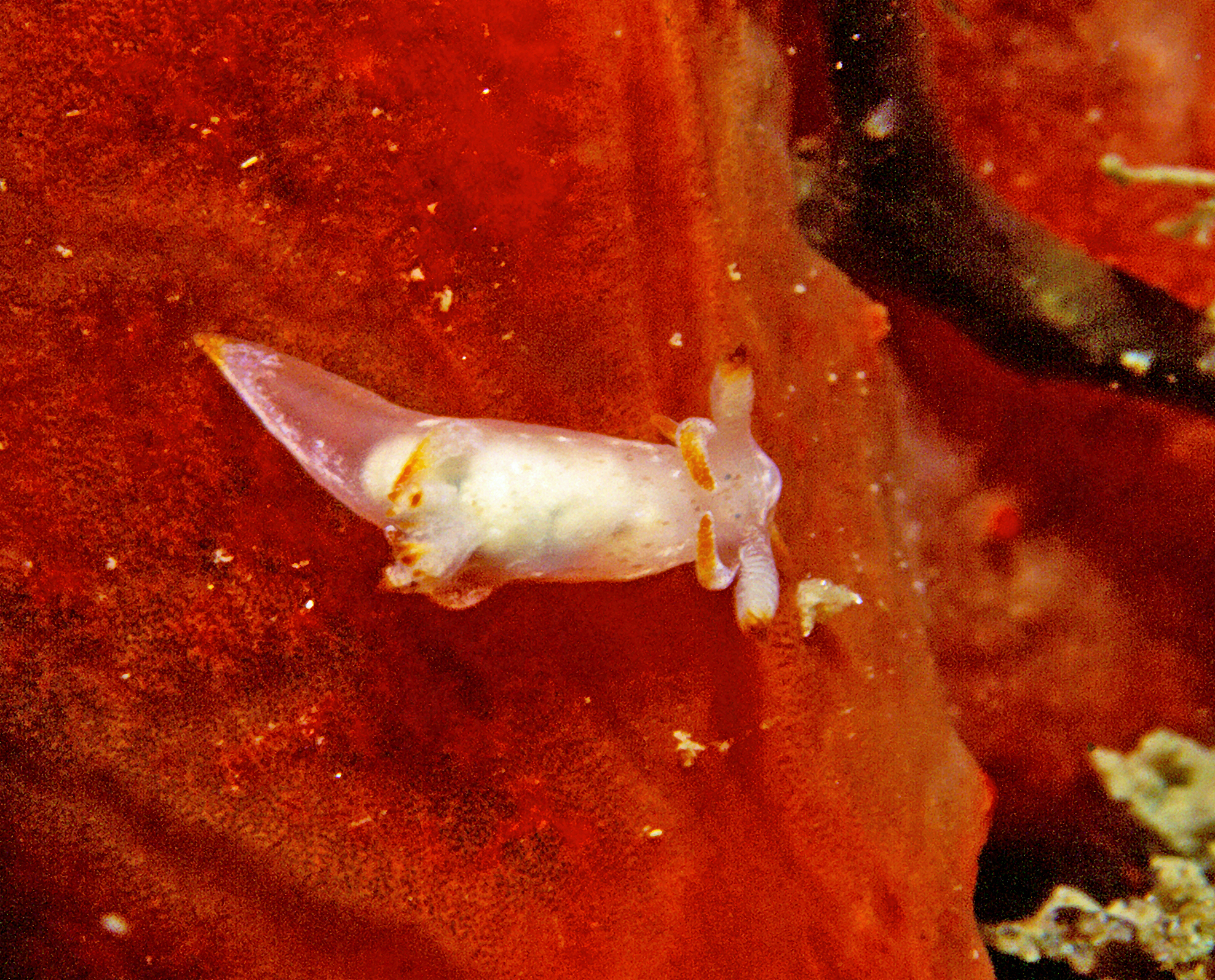
Trapania fusca
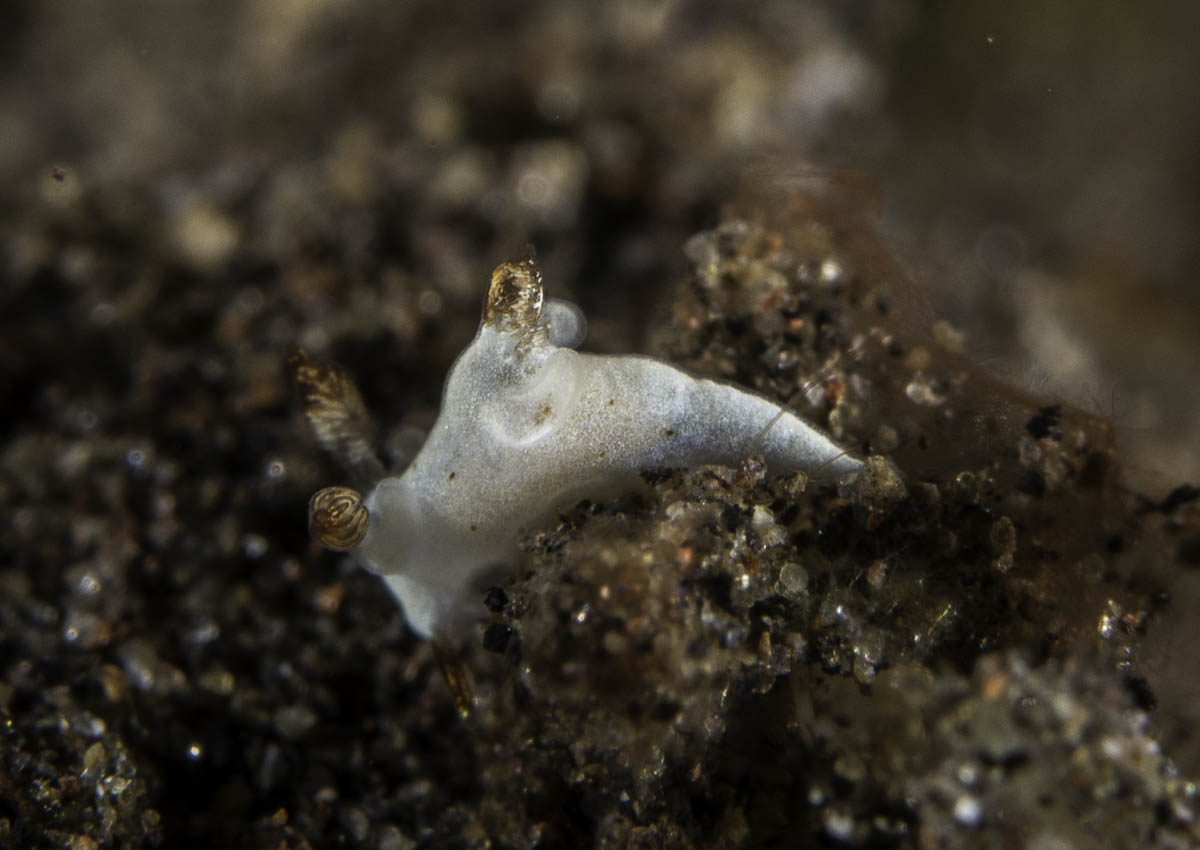
Trapania gibbera
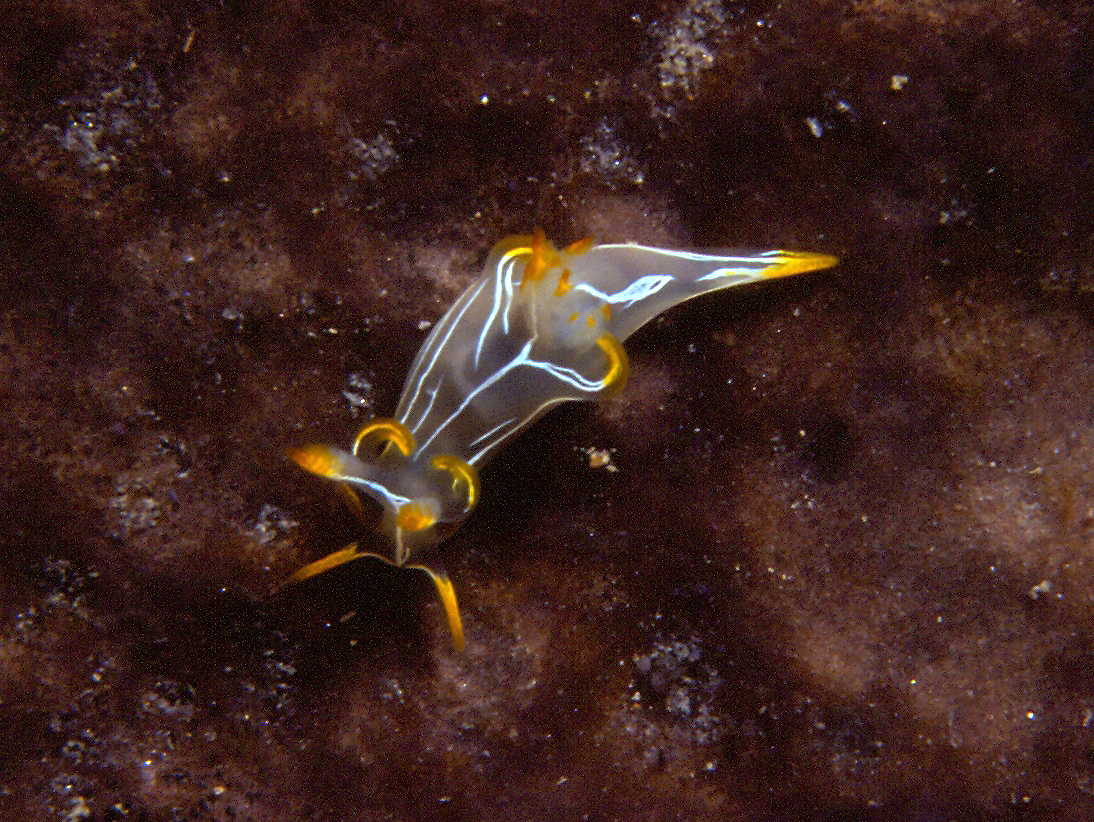
Trapania lineata
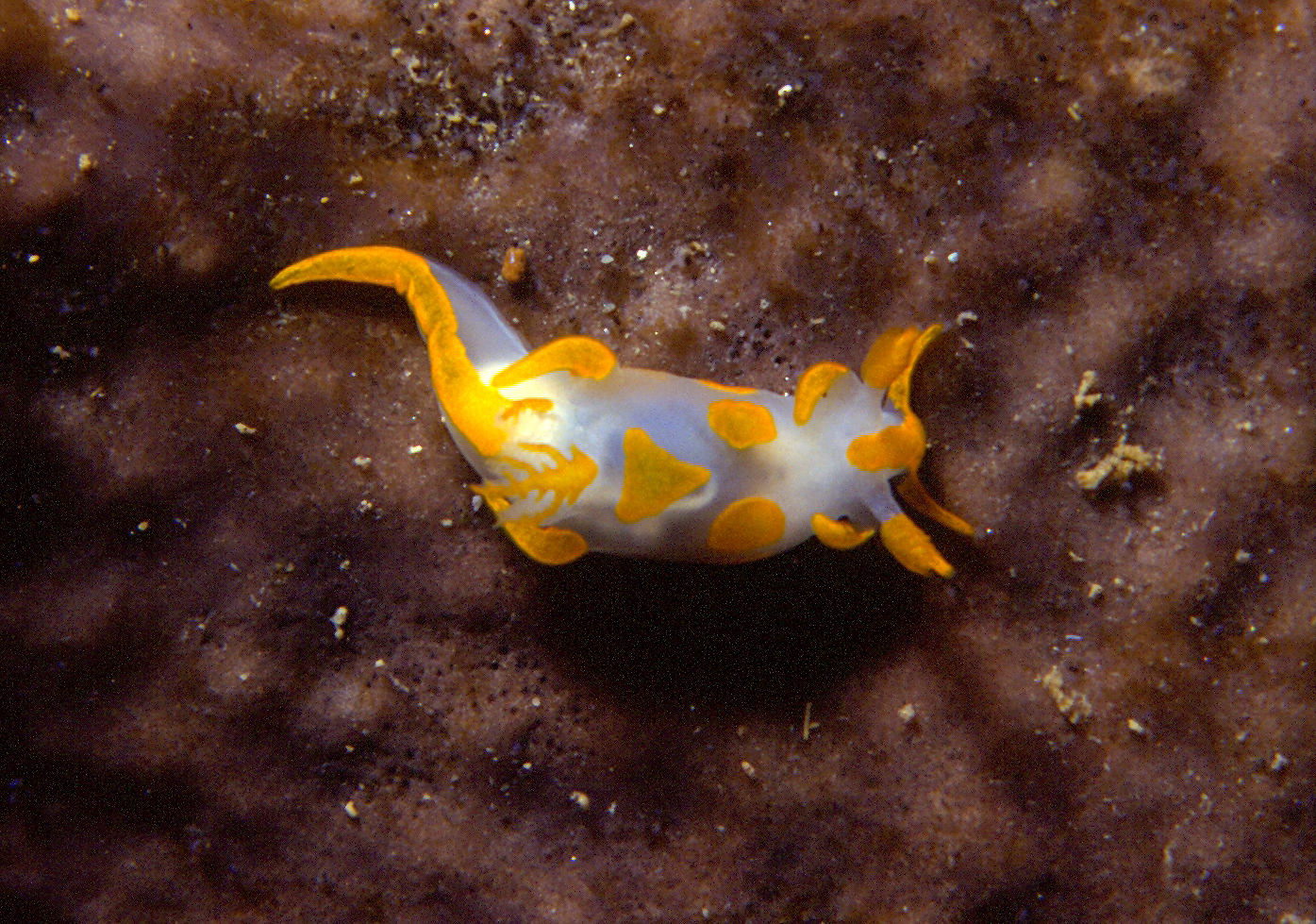
Trapana maculata
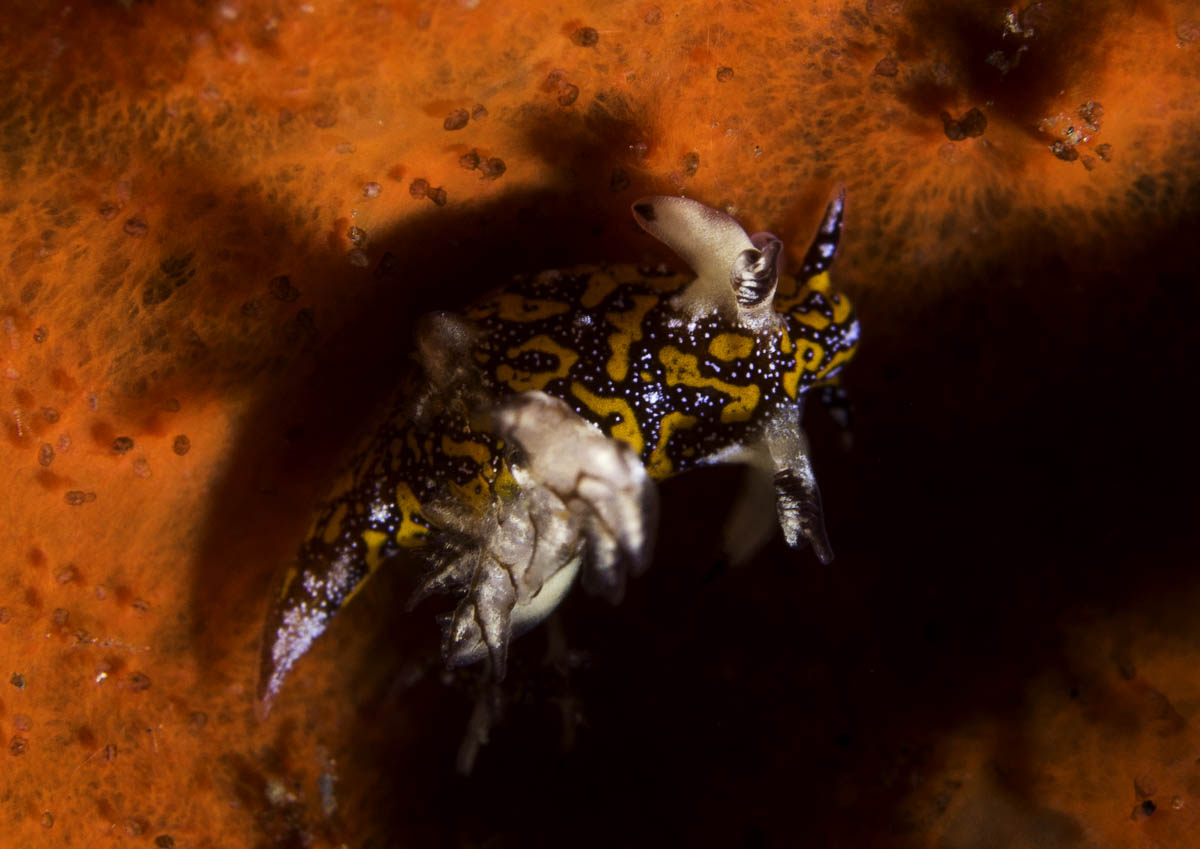
Trapania miltabrancha
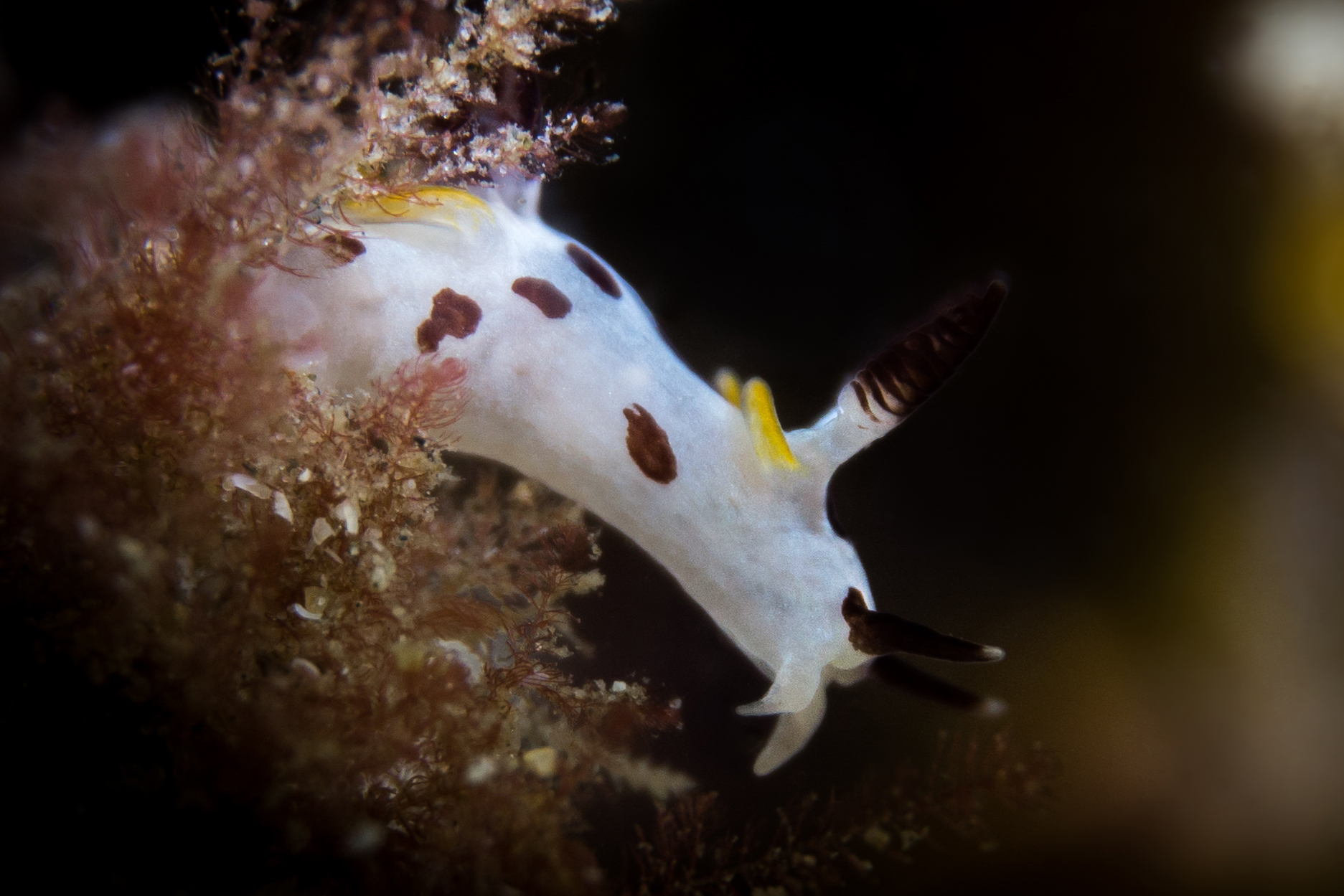
Trapania norakhalafae
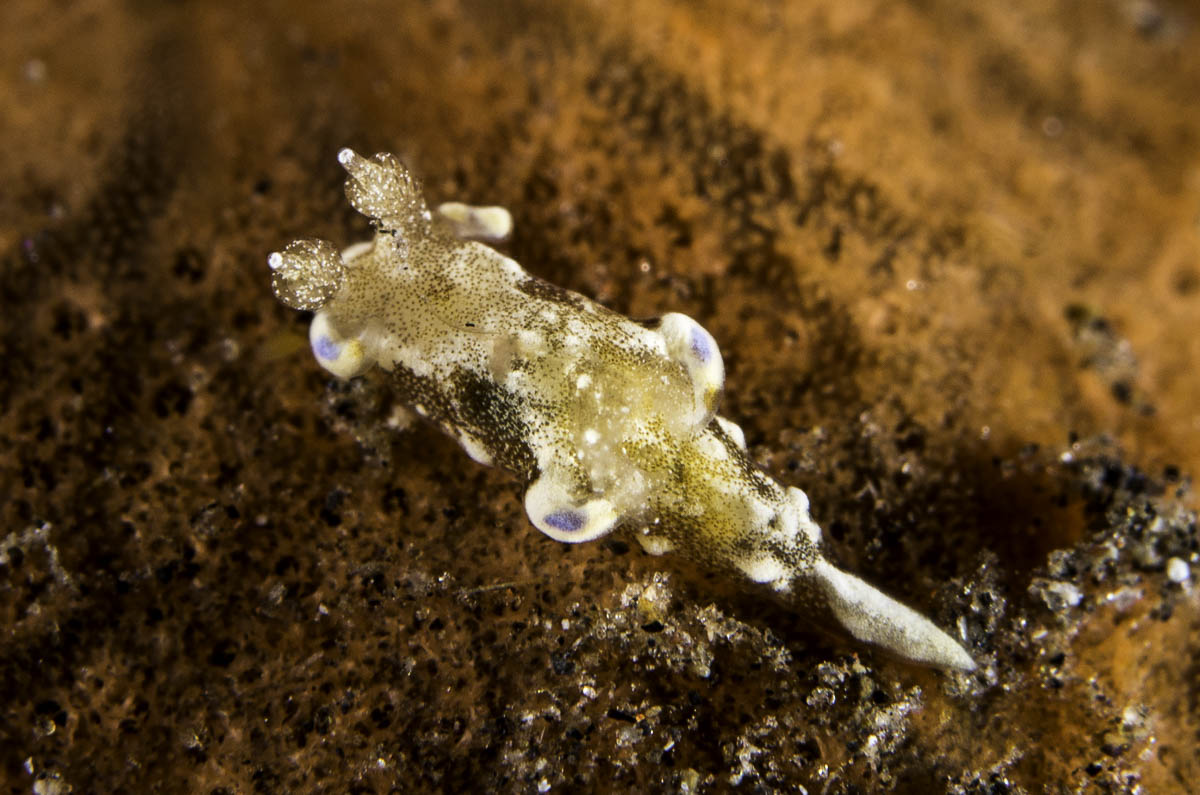
Trapania palmula
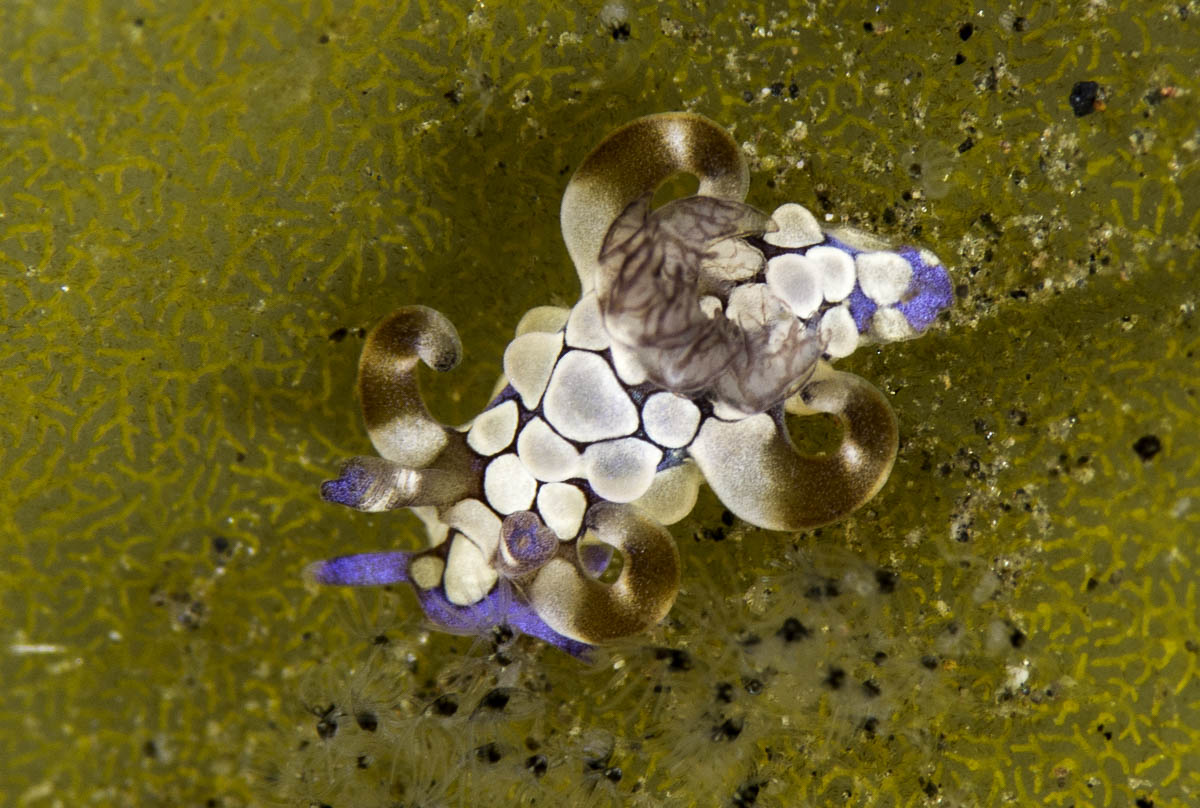
Trapania scurra
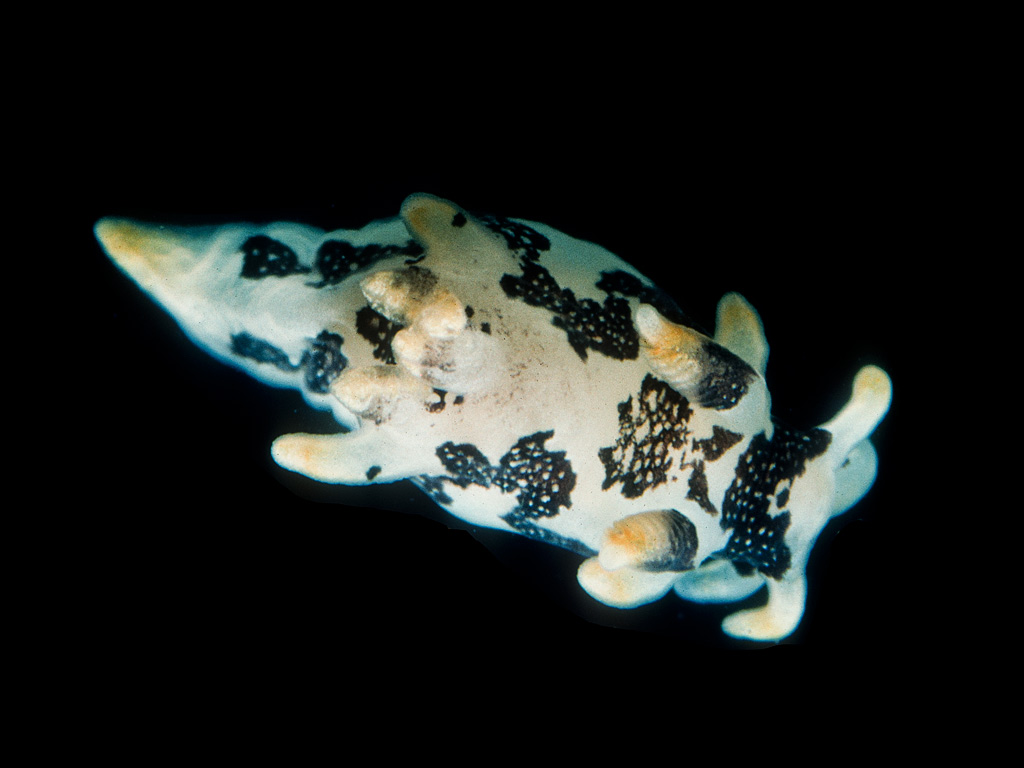
Trapania toddi
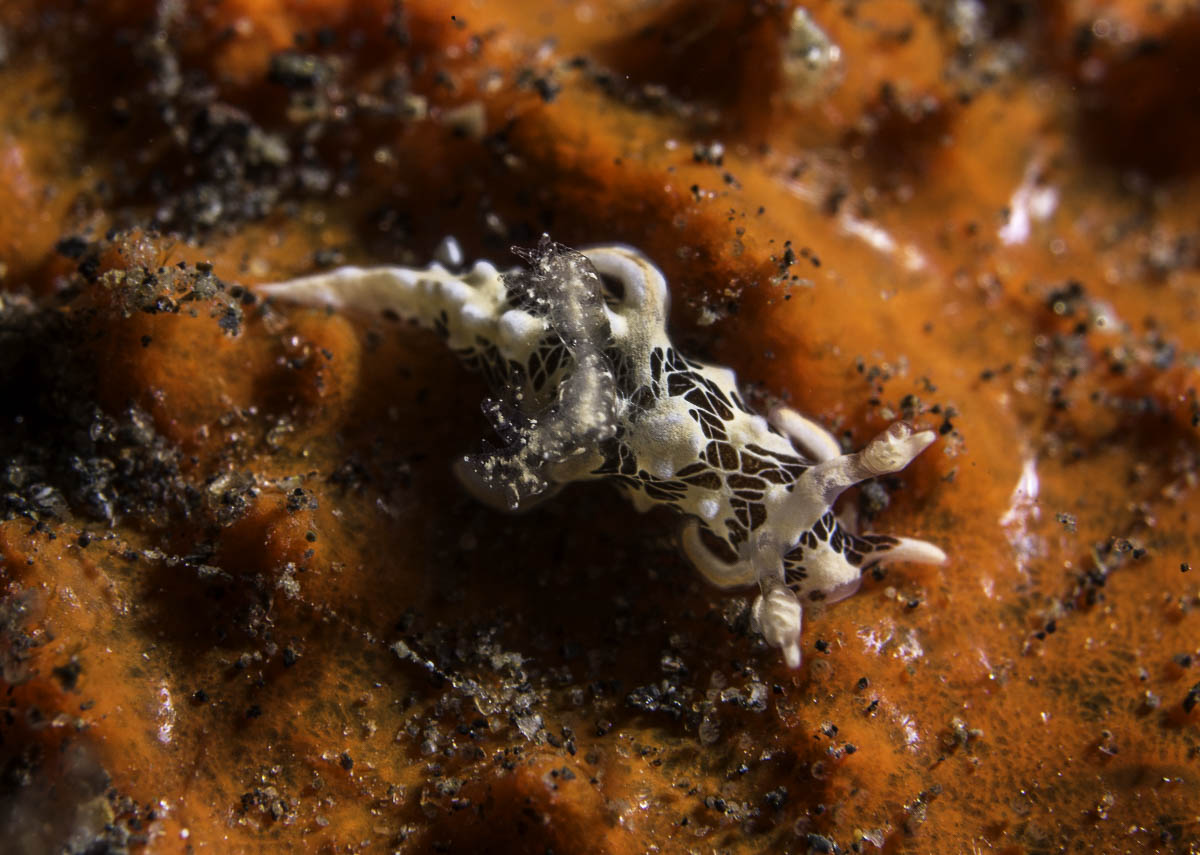
Trapania tora
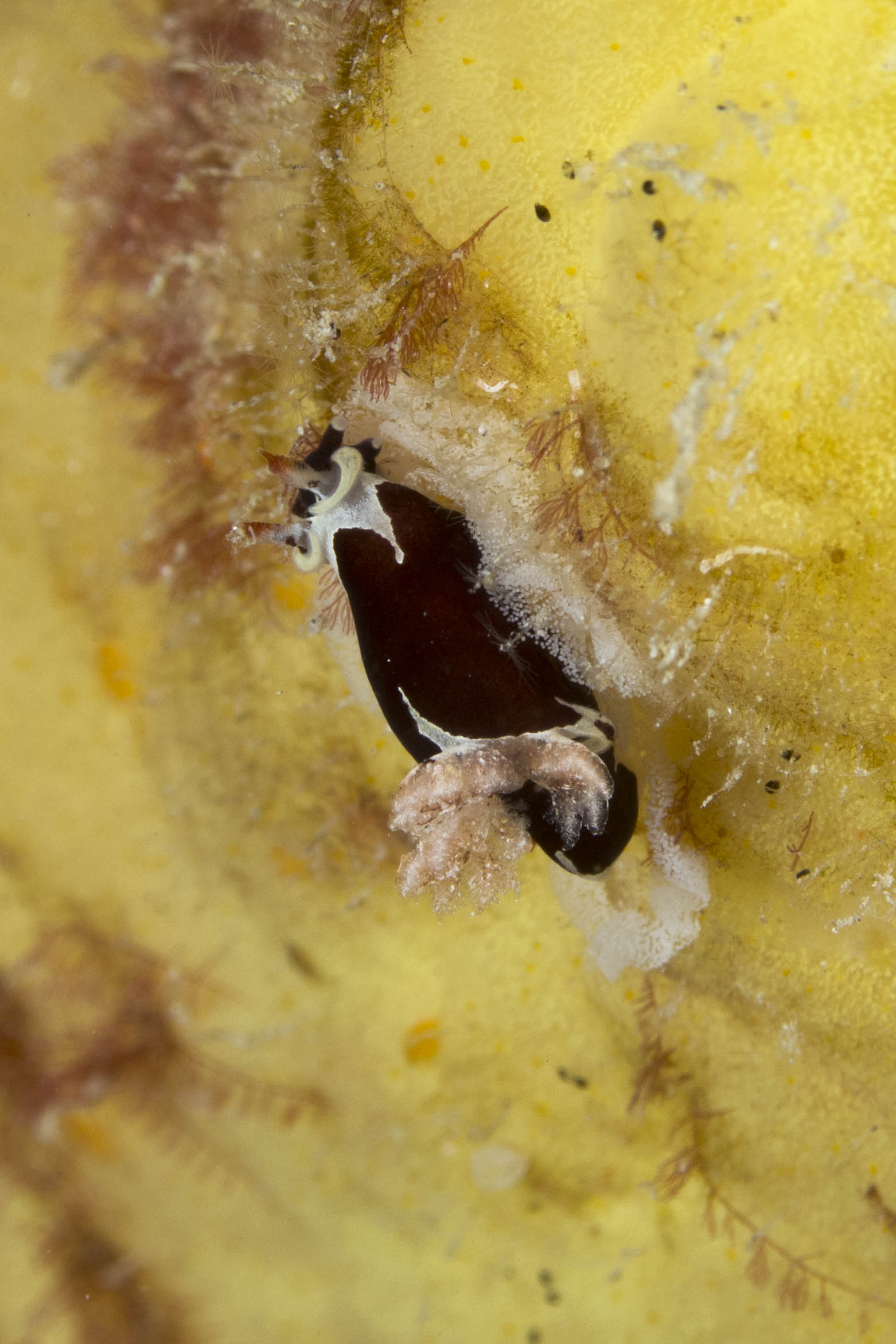
Trapania safracornia
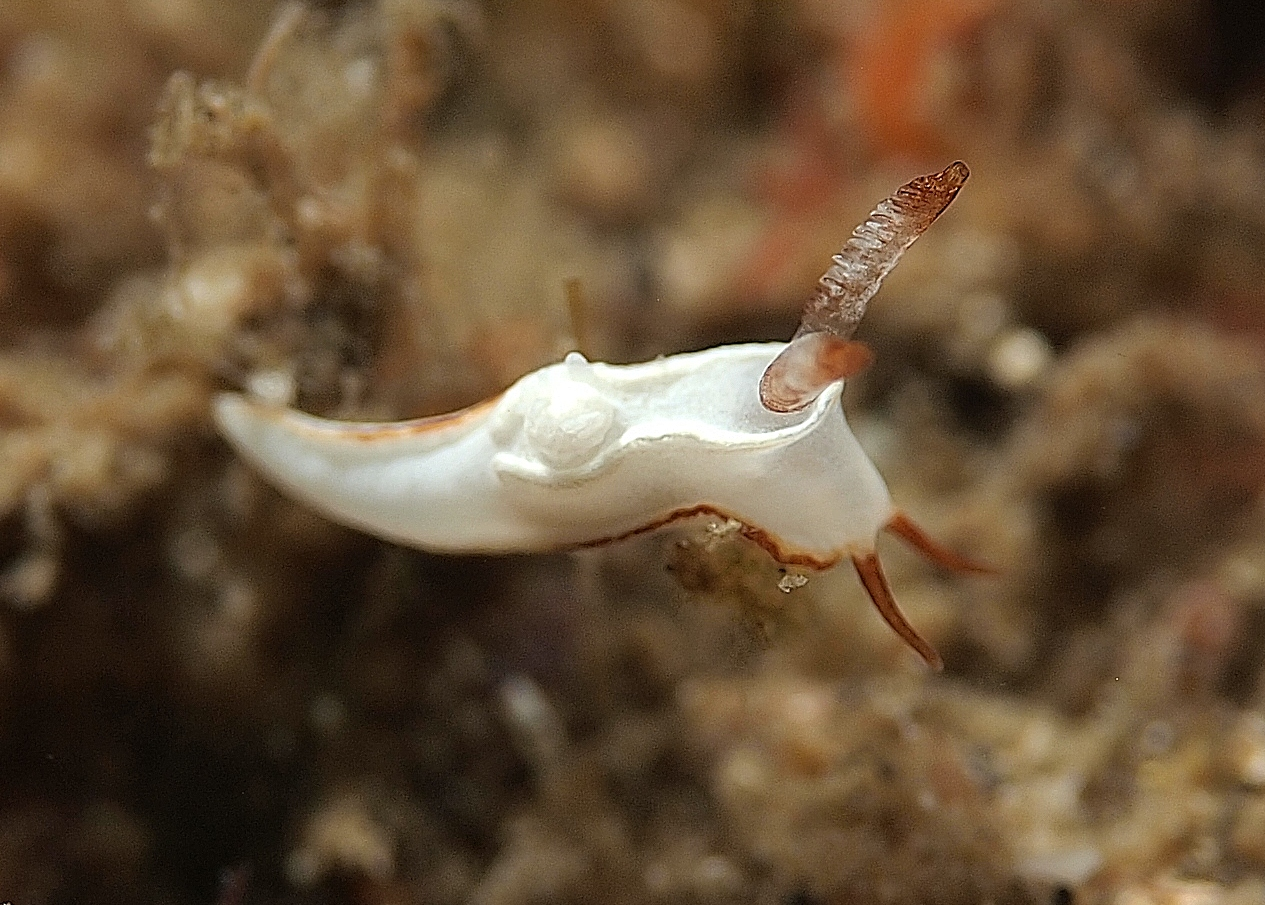
Trapania vitta